# Sylvie Tubiana
Pour les articles homonymes, voir Tubiana.
 (mai 2020).
Il peut être nécessaire de l'améliorer pour respecter le principe de neutralité de point de vue. 

 (juillet 2017).
- Si vous ne connaissez pas le sujet, laissez ce bandeau (vous pouvez alors contacter les auteurs).
- Si vous supprimez le contenu mis en cause (vous pouvez préalablement contacter les auteurs),

argumentez précisément cette suppression dans la page de discussion
(un manque de référence n'est pas un argument ; une recherche réelle de référence doit avoir été effectuée, être formellement documentée).
 (juillet 2017).
Si vous disposez d'ouvrages ou d'articles de référence ou si vous connaissez des sites web de qualité traitant du thème abordé ici, merci de compléter l'article en donnant les références utiles à sa vérifiabilité et en les liant à la section « Notes et références ».
Sylvie Tubiana, née en 1959 à Boulogne-Billancourt (Seine) est une artiste française contemporaine.

## Principales expositions personnelles
- Musée Ernest Cognacq, Saint Martin de Ré - 2019
- Médiathèque Michel Crépeau, La Rochelle; Eunam Museum, Gwangiu, Corée du Sud; Biwako Biennale, Japon; Num'Art Gallery, Fujisawa, Japon - 2018
- Château Musée du Cayla, Tarn - 2017
- Galerie du Pont Neuf, Paris - 2016
- Galerie Anouck Sauvage, Stuttgart; Cité Internationale de la Bande Dessinée, Angoulême - 2014
- Rencontres Photographiques du Pays de Lorient, Pont-Scorff; Musée Rimbaud, Charleville-Mézières - 2013
- Musée des Beaux-Arts, La Rochelle; Musée, La Roche sur Yon - 2012
- Mots d'images, Galerie des urbanistes à Fougères, 2010
- Espace Jean Gagnant, Limoges ; Chapelle Keyriaquel, Pont Scorff, 2008
- Musée d'Art et d'Histoire de Cognac ; Galerie des Ponchettes, Nice, 2007
- Centre d’art contemporain de La Ferme du Buisson, Noisiel ; Espace Art Contemporain - La Rochelle ; Grand Cordel, Rennes et Artothèque, Vitré, 2003
- Maison de l’art actuel des Chartreux, Bruxelles, 2001
- Galerie des Voûtes du Port, Royan ; Espace Vallès, Saint-Martin-d’Hères, 1999
- Chapelle Jeanne d’Arc, Thouars, 1997
- Galerie Municipale, Vitry-sur-Seine, 1993
- École Municipale d’Arts plastiques, Châtellerault ; Musée de la photographie à Charleroi, Belgique, 1990
- Musée Réattu, Arles, 1985

## Récompenses
- Prix Kodak de la critique photographique 1993

## Publications
- 2020 :
  - « La nuit, quelques secondes à peine » livre, entretien Claudine Hunault et Sylvie Tubiana, texte Bernard Ruhaud
- 2018 :
  - « Conversation silencieuse » livre, édition iKi, poèmes Ito Naga, postface Valérie Douniaux, bilingue
- 2013 : 
  - « Ethiopie, les règles d'un nouveau je » livre, édition Sépia, textes Anne-Marie Garat, Bérénice Geofroy-Schneiter, Michel Perret et Joseph Tubiana
- 2007 :
  - Waga sugata livre, texte de Daniel Keene et haïku de Masumi Midorikawa, trilingue
  - Respirer la lumière catalogue d'œuvres in situ, Galerie des Ponchettes, Nice
  - Jardin secret boîtier de DVD, texte de Sylvie Le Scouarnec, 8 traductions, 3 repros et CD
  - Regard(s) Intime(s) livre, textes de Stephanie Benson, P. Bouin, J. Bullot, Armand Cabasson, P. Le Querrec, C. Robin, B. Ruhaud, M-C. Tessier, préface de Gilbert Lascault, éd. Musée de Cognac
- 2003 : 
  - Rien qu’une présence livre, texte de Bernard Ruhaud
- 1999 : 
  - Néanmoins du rouge catalogue, Espace Vallès, Saint Martin d’Hères, texte de Sylvie Germain
  - Habiter l’espace catalogue, éd. Centre d’Arts Plastiques, Royan, textes de Philippe Piguet et Pierre Veilletet
- 1994 : 
  - Événements d’espace, livre, coédition Musée de Niort, ACAPA Angoulême, Cardinaux Châtellerault, texte de Jean-François Mathé
  - Vanités ou le passage du temps, livre, éd. Maison du livre, de l’Image et du Son, Villeurbanne, texte de Claude Chambard
- 1993 : 
  - Fragments 1987 - 1991 Photographies, catalogue, Galerie Municipale de Vitry-sur-Seine, textes de Daniel Garnier, Denis Montebello, Françoise Leplus, Pierre Veilletet, Marc Farina
- 1991 : 
  - Un texte une image, Pierre Veilletet, éd. Asphodèle Atlantique, Bordeaux
  - Story-board, catalogue, Espace/Galerie du Crédit Agricole, Poitiers, texte de Pierre Veilletet
- 1985 : 
  - Suite et-fractions, catalogue, Musée Réattu, Arles